# Gaimardia fitzgeraldii
Gaimardia fitzgeraldii är en gräsväxtart som beskrevs av Ferdinand von Mueller och Rodw. Gaimardia fitzgeraldii ingår i släktet Gaimardia och familjen Centrolepidaceae. Inga underarter finns listade i Catalogue of Life.